# Olivier Bausset
Olivier Bausset (Avinhão, 1 de fevereiro de 1982) é um velejador francês, medalhista olímpico na classe 470.

## Carreira
Olivier Bausset representou seu país nos Jogos Olímpicos de 2008, na qual conquistou a medalha de bronze em 2008.